# Tequiraca
El tequiraca (Tekiráka), també coneguda com a Abishira (Avishiri)* i Aiwa (Aewa) i Ixignor, és una llengua parlada al Perú. El 1925 hi havia entre 50 i 80 parlants a Puerto Elvira al llac Vacacocha (connectat amb el riu Napo). Es presumeix que s’ha extingit a mitjan segle xx, tot i que el 2008 es van trobar dos recordadors i es van registrar 160 paraules i frases curtes.
Les poques dades disponibles mostren que està estretament relacionat amb altres idiomes, tot i que Kaufman (1994) va proposar una connexió llunyana amb el canichana.
Jolkesky (2016) també assenyala que hi ha similituds lèxiques amb el taushiro, probablement com a resultat d'un contacte prehistòric dins l'esfera d'interacció circum-Marañón.

## Fonologia

### Consonants
|            |          | Bilabial | Dental/Alveolar | Palatal/Postalveolar | Velar | Uvular |
| ---------- | -------- | -------- | --------------- | -------------------- | ----- | ------ |
| Nasal      |          | m        | n               | ñ                    | ŋ     |        |
| Oclusiva   | Sorda    | p        | t               |                      | k     | q      |
| Oclusiva   | Aspirada |          |                 |                      |       |        |
| Oclusiva   | Ejectiva | p'       | t'              |                      | k'    | q'     |
| Africada   |          |          |                 | č                    |       |        |
| Fricativa  |          |          | s               |                      | x     |        |
| Aproximant | Central  | v        |                 | j                    | w     |        |
| Aproximant | Lateral  |          | l               | ʎ                    |       |        |
| Sonorant   |          |          |                 |                      |       |        |
| Ròtica     |          |          | r               |                      |       |        |

Un únic apòstrof ['] indica la glotalització de la consonant corresponent. Un doble apòstrof [ '' ] indica aspiració.

### Vocals
|        | A    | I    | U    | O    | E          |
| ------ | ---- | ---- | ---- | ---- | ---------- |
| curta  | /a/  | /i/  | /u/  | /o/  | /ɛ/, /e/   |
| llarga | /aː/ | /i:/ | /u:/ | /o:/ | /ɛː/, /eː/ |

[:] és el verbalizador
| Semivocals |
| ---------- |
| /y/        |
| /w/        |

## Vocabulari

### Michael & Beier (2012)
Ítems lèxics aiwa registrats per Michael & Beier (2012):
| glossa                              | Aiwa (aˈʔɨwa)  |
| ----------------------------------- | -------------- |
| ‘(El meu) maritʼ                    | (kun) aˈʃap    |
| ‘(El meu) cap’                      | (kun) ˈhuti    |
| ‘(El meu) germàʼ                    | (kun) uˈʃaʔ    |
| ‘(El meu) genollʼ                   | (kun) kuˈpɨnu  |
| ‘Pronom de 1a persona’              | kun            |
| ‘Pronom de 2a persona’              | parent         |
| ‘Pronom de 3a persona, demostratiuʼ | gener          |
| ‘Agouti ʼ                           | aʃˈpali        |
| ‘Sol, solter’                       | jo sóc         |
| ‘Aproximació’                       | jasik          |
| ‘Autònim’                           | aˈʔɨwa         |
| ‘Ayahuasca ʼ                        | lukˈʔãk        |
| ‘Verí de peix’                      | malahi         |
| ‘Cistella’                          | jaja           |
| ‘Banyeu-vos! ʼ                      | haɾ kin tsuk   |
| granʼ                               | tuˈkut         |
| “Cap gran”                          | Hutuˈluk       |
| ‘Persona de panxa grossa’           | aˈɾuh tʃuˈluk  |
| ‘Ocell sp. (picot) ʼ                | isaˈɾawi       |
| ‘Ocell sp. (paujil) ʼ               | wiˈkoɾõ        |
| ‘Ocell sp. (perdiu) ʼ               | Hola           |
| ‘Ocell sp. (Guan de Spix) ʼ         | hola ell       |
| ‘Ocell sp. (Aní becllís) ʼ          | kʷãˈʔũli       |
| ‘Guacamai ararauna ʼ                | alkahˈneke     |
| ‘Pit’                               | aˈkiʃ          |
| ‘Caimà ʼ                            | amihala        |
| ‘Canoa’                             | aˈtɾewa        |
| ‘Cebins sp.ʼ                        | ɾũtɾũˈkʲãwã    |
| ‘Cebins sp.’                        | waˈnaha        |
| ‘Gat sp. (gat tigrat) ʼ             | hũhũkũˈpanʔ    |
| ‘Camí netejat’                      | tasˈʔãʔĩ       |
| ‘Roba’                              | kuhˈpaw        |
| ‘Coati ʼ                            | ʃakˈɾaɾa       |
| ‘Menja! ʼ                           | sikʷas         |
| ‘Foc de cuina’                      | asˈkʷãwa       |
| ‘Blat de moro’                      | suˈkala        |
| ‘Cotó’                              | nuiˈnui        |
| ‘Cérvol’                            | atɾiˈwaʔa      |
| ‘Terra’                             | ahuˈtaʔ        |
| ‘Menja! ʼ                           | iˈtakʷas       |
| ‘Ull’                               | jaˈtuk         |
| ‘Llenya’                            | wiɾuˈkawa      |
| ‘Jardí’                             | sí             |
| ‘Donarʼ                             | wɨt            |
| ‘Tenir sexeʼ                        | hytinuinus     |
| ‘Aquíʼ                              | hiɾwas         |
| ‘Colpejarʼ                          | pɨwas          |
| ‘M’estic banyant’                   | kun inˈtsukwas |
| ‘Jaguarʼ                            | miˈala         |
| ‘Fullaʼ                             | iˈɾapi         |
| ‘Dona menuda’                       | aslantania     |
| ‘cop petitʼ                         | iˈʃikta        |
| ‘masato, cervesa de iucaʼ           | nutˈnɨt        |
| ‘saqui monjo sp.ʼ                   | kʷɨˈɾiɾi       |
| ‘mosquitʼ                           | wiˈʃala        |
| ‘noʼ                                | ˈtʃahtaɾ       |
| ‘persona no indígenaʼ               | ˈpaɾi          |
| ‘penisʼ                             | jatˈhaka       |
| ‘pebreʼ                             | aˈlaha         |
| ‘patataʼ                            | jaunaˈhi       |
| ‘Guacamai roig alaverdʼ             | milahˈneke     |
| ‘veureʼ                             | uˈkaik         |
| ‘serpʼ                              | auˈʔek         |
| ‘mona esquirolʼ                     | siˈaʔa         |
| ‘Myliobatoidei sp.ʼ                 | hamˈham        |
| ‘Myliobatoidei sp.ʼ                 | makɾaˈlasi     |
| ‘canya de sucreʼ                    | raiwãˈʔãk      |
| ‘sol, lluna, déuʼ                   | akɾeˈwak       |
| ‘Saguinusʼ                          | aslʲaˈʔãũ      |
| ‘tapirʼ                             | ˈsahi          |
| ‘arbreʼ                             | ˈau            |
| ‘Pècari barbablancʼ                 | ɾaˈkãʔõ        |
| ?                                   | niˈkʲaw        |
Taula que compara aiwa (tequiraca) amb Huao terero, iquito i maijiki (mã́ḯhˈkì; Orejón) de Michael & Beier (2012):
| glossa                | Aiwa (aˈʔɨwa) | Huao terero   | Iquito               | Maijiki (mã́ḯhˈkì) |
| --------------------- | ------------- | ------------- | -------------------- | ----------------- |
| Pècari barbablanc     | ɾaˈkãʔõ       | ˈɨɾæ̃          | anitáaki             | bɨ́ɾɨ́              |
| tapir                 | ˈsahi         | ˈtitæ         | pɨsɨ́kɨ               | békɨ́              |
| Pècari de collar      | iˈhaɾa        | ˈãmũ          | kaáʃi                | káókwã̀            |
| cérvol                | atɾiˈwaʔ      | koˈwãnʲɪ      | ʃikʲáaha             | nʲámà, bósá       |
| Guacamai roig alaverd | milahˈneke    | ˈæ̃wæ̃          | anápa                | má                |
| mosquit               | wiˈʃala       | ˈgʲijɪ        | anaáʃi               | mɨ́tè              |
| (meva) mare           | (kun) ˈama    | ˈbaɾã         | áni, (ki) niatíha    | (jì) hàkò, bɨ́ákò  |
| (mru) pare            | (kun) ha      | ˈmæ̃mpo        | ákɨ, (ki) kakɨ́ha     | (jì) hàkɨ̀, bɨ́ákɨ̀  |
| persona, compatriota  | aˈʔɨwa        | waɨɤˈɾãni     | árata ɨyáana         | mã́ĩ́               |
| (meu) marit           | (kun) aˈʃap   | nãnɨˈɡæ̃ŋã     | ahaáha, (ki) níjaaka | (jì) ɨ̃́hɨ̃́          |
| cap                   | ˈhuti         | ɨˈkabu        | ánaka                | tʃṍbɨ̀             |
| orella                | ʃuˈɾala       | ɨ̃nɨ̃ˈmɨ̃ŋka     | túuku                | ɡã́hòɾò            |
| pit                   | aˈkiʃ         | ɤɨˈɨ̃mæ̃        | ʃipɨɨ́ha              | óhéjò             |
| pebre                 | aˈlaha        | ˈɡʲĩmũ        | napɨ́ki               | bíà               |
| cotó                  | nuiˈnui       | ˈdajɨ̃         | sɨ́wɨ                 | jɨ́í               |
| fulla                 | iˈɾapi        | ɨ̃ˈnʲabu, ɨdʲɨ̃ | iímɨ, naámɨ          | hàò               |
| bananes               | aˈlaʔa        | pæ̃ˈæ̃næ̃        | samúkʷaati           | ò                 |
| dacsa                 | suˈkala       | kaˈɤĩŋɨ̃       | siíkiraha            | béà               |
| cuinar                | asˈkʷãwa      | ˈɡɨ̃ŋa         | iinámi               | tóà               |
| canoa                 | aˈtɾewa       | ˈwipu         | iímina               | jóù               |
| casa                  | atˈku, atˈkua | ˈɨ̃ŋkɨ̃         | íita                 | wè                |
| foguera               | wiɾuˈkawa     | tɪ̃ˈnɪ̃wæ̃       | háraki               | héká              |
| iuca or corn beer     | nutˈnɨt       | ˈtɪpæ̃         | itíniiha             | gónó              |
| pedra                 | nuˈklahi      | ˈdika         | sawíha               | ɨ́nò, ɡɨ́nò         |
| sol                   | akreˈwak      | ˈnæ̃ŋkɪ        | nunamíja             | mã́ĩ̀               |
| petit                 | iˈʃikta       | ˈɡʲiijã       | sɨsanuríka           | jàɾì              |
| què?                  | iˈkiɾi        | kʲĩnɨ̃         | saáka                | ɨ̃́ɡè               |
| on?                   | ˈnahɾi        | æjɨ̃ˈmɨ̃nɨ̃      | tɨɨ́ti                | káɾó              |
| no                    | ˈtʃahtar      | ˈwĩĩ          | kaa                  | -mà               |
| vine!                 | sik, ˈsikʷas  | ˈpũɪ          | aníma                | dáímà             |

### Loukotka (1968)
Loukotka (1968) llista els següents ítems bàsics de vocabulari per auishiri.
| glossa | Auishiri |
| ------ | -------- |
| un     | ismáwa   |
| dos    | kismáõ   |
| cap    | a-waréke |
| ull    | o-toroã  |
| dona   | aslané   |
| foc    | yaháong  |
| sol    | akroák   |
| moresc | sukála   |
| casa   | atkúa    |
| blanc  | sukeé    |